# Marcheseuil
Marcheseuil é uma comuna francesa na região administrativa da Borgonha-Franco-Condado, no departamento de Côte-d'Or. Estende-se por uma área de 17,78 km². Em 2010 a comuna tinha 159 habitantes (densidade: 8,9 hab./km²).